# Хацигов Хаважи Ахмедович
Хацигов Хаважи Ахмедович (рос. Хацыгов Хаважи Ахмедович; біл. Хацыгаў Хаважы Ахмедавіч; 17 квітня 1977, Грозний) — російський та білоруський боксер, чемпіон Європи серед аматорів.

## Аматорська кар'єра
Через складнощі з потраплянням до складу збірної Росії Хаважи Хацигов 1999 року переїхав з Грозного до Білорусі.
2002 року став чемпіоном Європи.
- В 1/8 фіналу переміг Артура Мікаеляна (Вірменія) — 23-10
- У чвертьфіналі переміг Агасі Мемедова (Азербайджан) — 21-11
- У півфіналі переміг Вальдемара Кукеряну (Румунія) — 26-21
- У фіналі переміг Геннадія Ковальова (Росія) — 17-8

На чемпіонаті світу 2003 здобув дві перемоги, а у чвертьфіналі програв Геннадію Ковальову (Росія) — 14-25.
На чемпіонаті Європи 2004 в другому бою програв Вальдемару Кукеряну (Румунія) — 33-37, але зумів кваліфікуватися на Олімпійські ігри 2004 на кваліфікаційному турнірі. На Олімпіаді переміг Хуана Мануель Лопеса (Пуерто-Рико) — 27-19 і програв у другому бою Ворапой Петчкум (Таїланд) — 18-33.
На чемпіонаті світу 2005 програв у другому бою.
На чемпіонаті Європи 2006 програв у першому бою Детеліну Далаклієву (Болгарія) — 13-24.
Хаважи Хацигов кваліфікувався на Олімпійські ігри 2008. На Олімпіаді він програв В'ячеславу Гожан (Молдова) — 1-2.
На чемпіонаті Європи 2008 програв у першому бою Денису Макарову (Німеччина).